# Gåstjärnen (Överluleå socken, Norrbotten)
Gåstjärnen är en sjö i Bodens kommun i Norrbotten och ingår i Alåns huvudavrinningsområde.